# ダン・カイリー

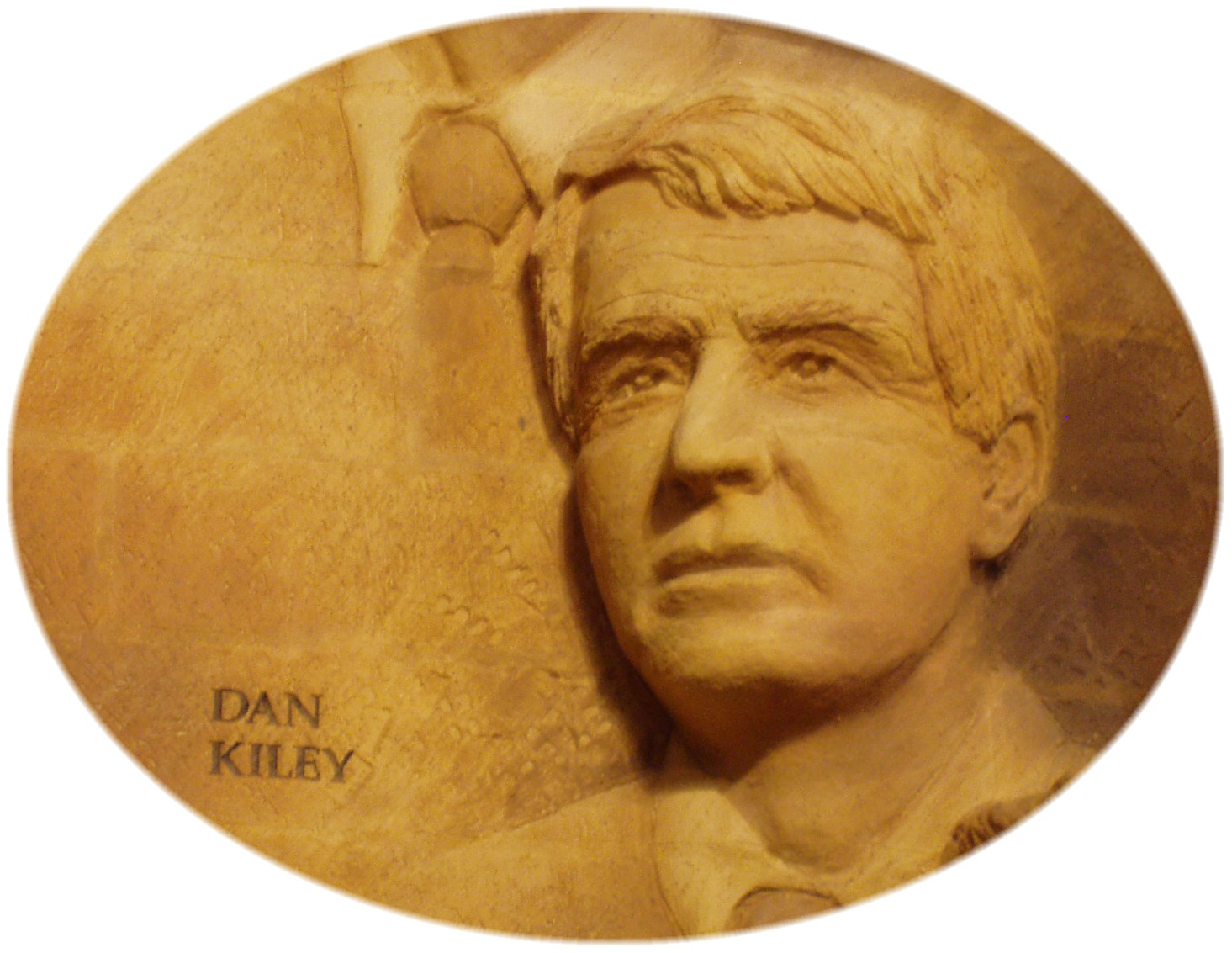
ジェファーソン国立発展記念館にあるレリーフ

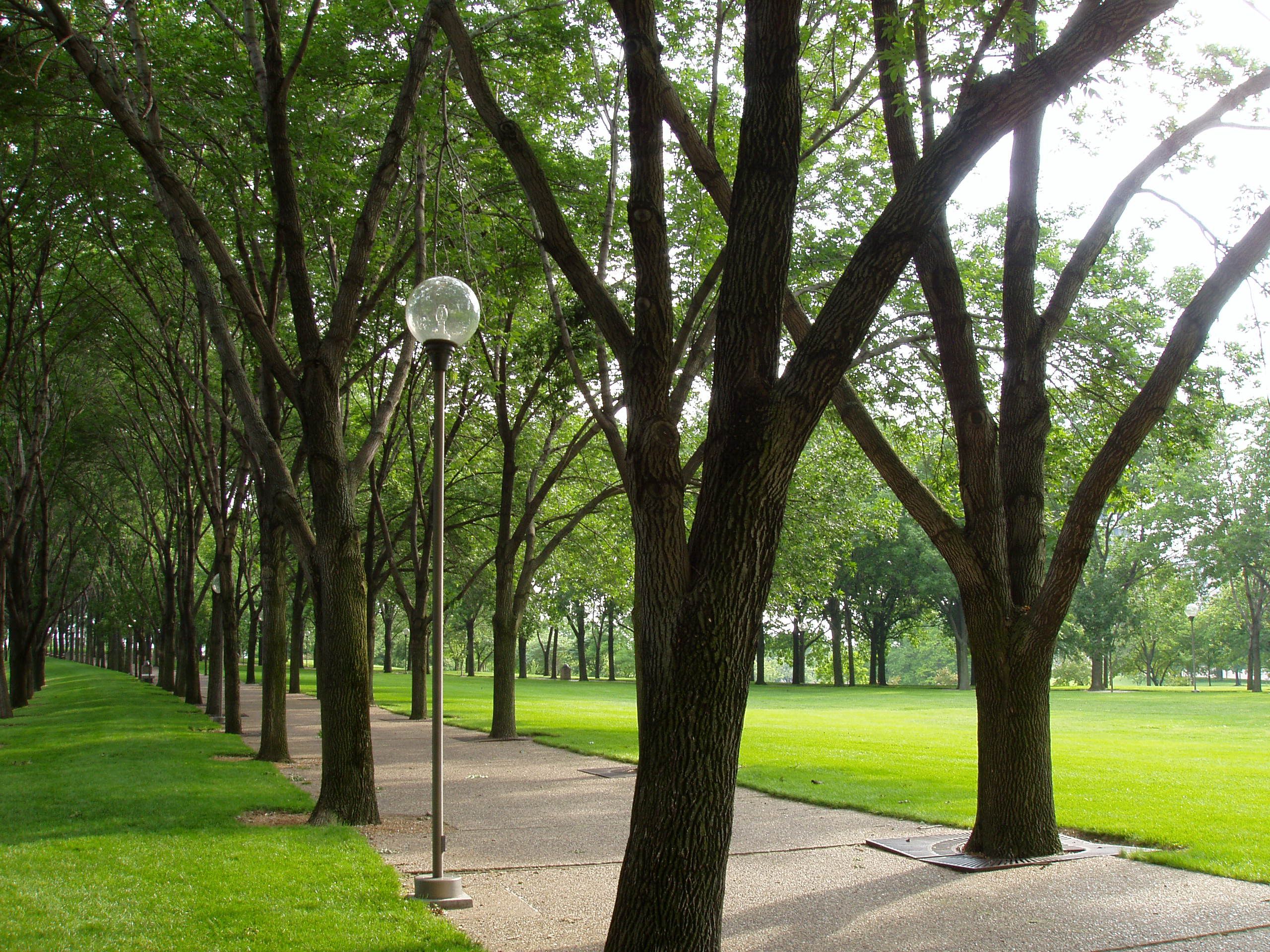
ミズーリ州セントルイスのジェファーソン国立拡張公園の敷地

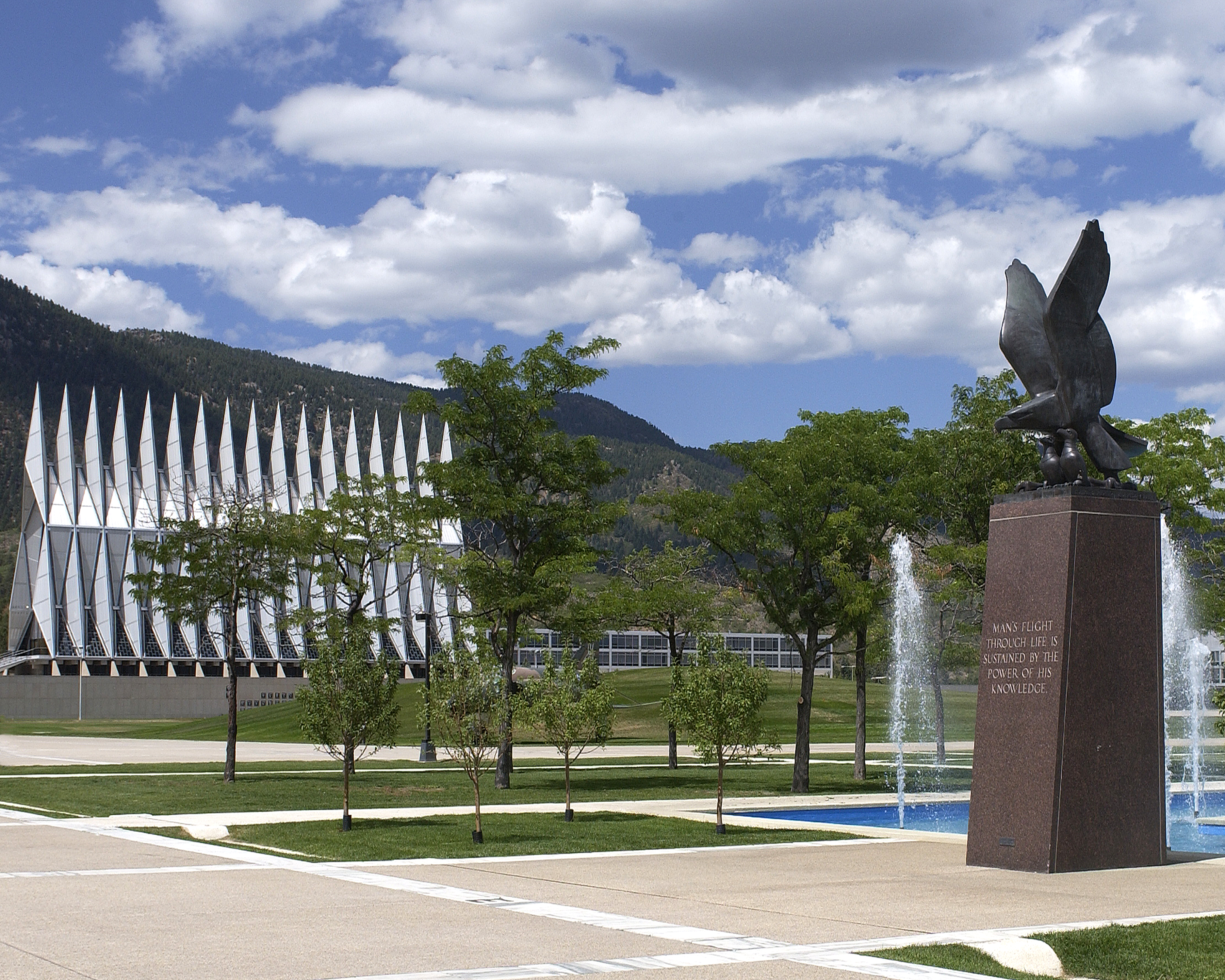
コロラド州にあるエアフォース・アカデミーのエアーガーデンの南側のエンド

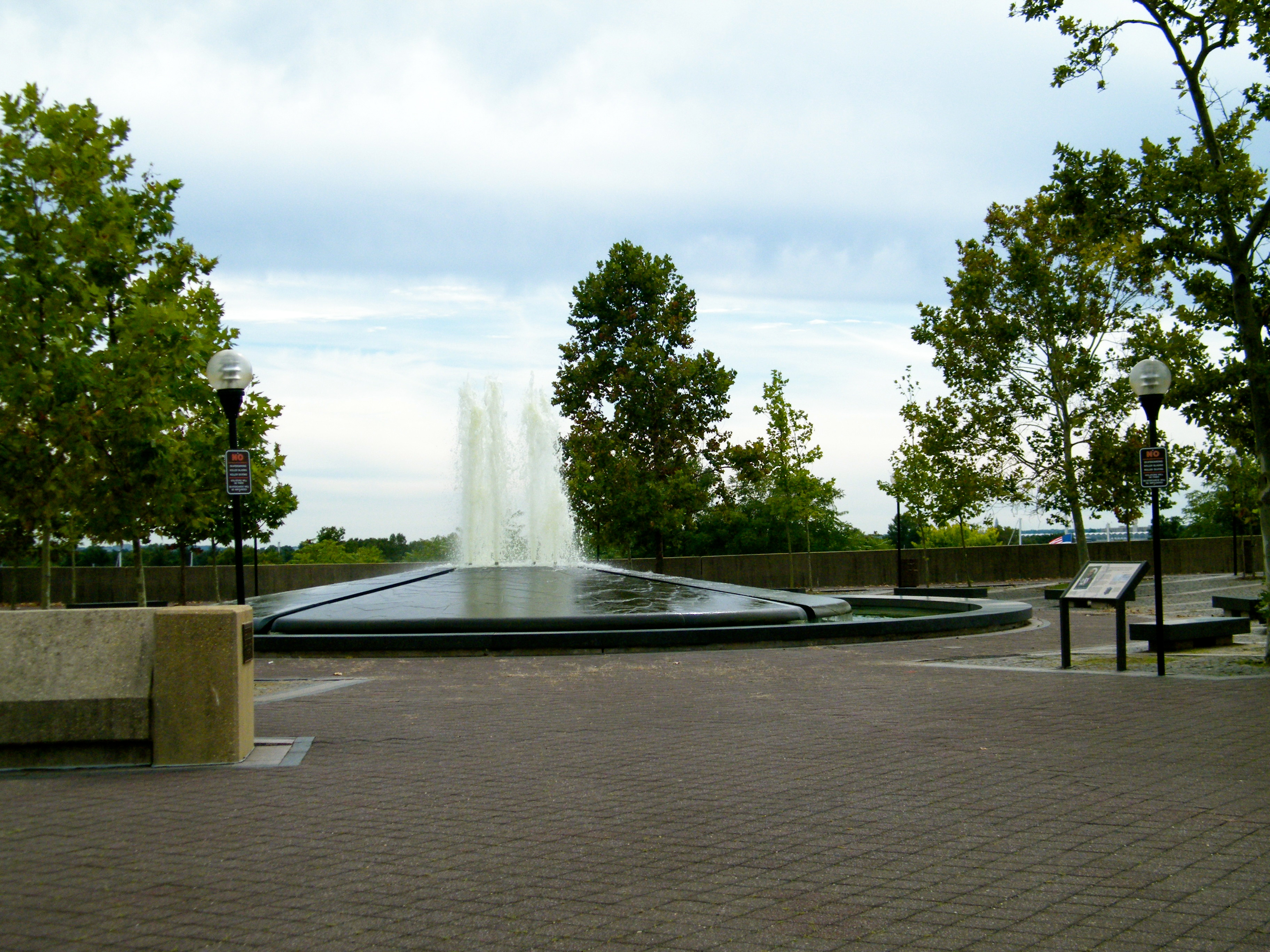
ワシントンD.C.のベンジャミン・バネカーパーク(2011)

ダン・カイリー、ダニエル・アーバン・カイリー（英: Daniel Urban Kiley、1912年9月2日 - 2004年2月21日）は、アメリカ合衆国の造園家、ランドスケープアーキテクト/環境デザイナー。幾何学的な構成手法で、シンメトリーからアシンメトリーにいたるまでの古典的構成を近代建築の作品に生かした。またケビン・ローチやエーロ・サーリネンら建築家と協働し多くの作品を生み出した。

## 経歴
1912年、マサチューセッツ州ボストン近郊のロックスバリーに生まれる。1932年から1938年まで、ワーレン・H・マニングオフィスに勤務しランドスケープデザインを取得する。入所した当初は年季奉公であったが、3年目からは事務所のチーフデザイナーまでになる。1936年から1938年にかけては、ハーバード大学デザイン大学院に特別聴講生（特待生）として在籍、ガレット・エクボらとともにランドスケープアーキテクチュアのモダニズム運動に着手。
1938年、マニングの死去に伴い事務所が閉鎖される。事務所の先輩で都市計画家のエルバート・ビーツとともにワシントンD.C.に移り、住宅公社に勤務する。1940年から1942年にかけてはワシントンD.C.とニューハンブシャー州フランコニアで設計事務所を主宰する。事務所をこの地で開設していたのはスキー目当てであり、この時期実際に夫人とともにスキーのインストラクターも務めていたほか、シャーロットにオフィスを開設した後も冬はクロスカントリーに通っていたという。
1942年に徴兵され、アメリカ合衆国戦略局デザインプレゼンテーション部門主任、工兵隊・バージニア州フォートベルボア戦略情報局陸軍技術師団設計支部長としてヨーロッパに渡る。ドイツ・ニュルンベルク裁判法廷建築配置担当として建築の仕事に従事し、建築の資格を得る。またこれにより勲功賞を授与。帰国後は庭プラン付分譲住宅を約20年間、1件150ドルで91件もの庭を設計しているが、図面どおり実現せずまた実現したものも現存していない。1951年からバーモント州シャーロットにオフィスを移し、ダンカイリー・アンド・パートナーズを開設。1974年から1979年にかけては、カイリー・ティンダル・ウォーカーを主宰。
1979年から1984年にかけては、ピーター・カー・ウォーカーとシャーロットでダン・カイリー・アンド・ピーター・カー・ウォーカーとして活動する。1984年からはオフィス・オブ・ダン・カイリーを主宰した。
カイリーは、1997 年に全米芸術勲章 (National Medal of Arts) を、2002 年にクーパー・ヒューイット国立デザイン博物館から特別功労賞を授与されている。2004年に自宅のあるヴァーモント州シャーロットでその生涯を終える、91歳。
死去後に開催された展覧会の動員数や関連ウェブサイトへの訪問者数、ワシントンDCのナショナル・ギャラリーやニューヨークのフォード財団における作品再建等でカイリーの認知度が高まっていることがうかがえるという。
アメリカ造園家協会ASLAや国際造園家協会IFLAといった既存の組織には所属せず、独自の道を歩む。

## おもな作品
- Kunhardtハウス ･･ マサチューセッツ州 ノースアンドーバー、1935年
- コリアハウス ･･バージニア州 フォールズチャーチ、1940年
- ケネス・カスラー邸庭園 ･･ニュージャージー州プリンストン、1940年
- A・A・S・デイビ－邸庭園 ･･ヴァージニア州ミドルバーグ、1940年（ガレット・エクボに雑誌に取り上げられる）
- リリーポンド住宅開発 ･･ワシントンD.C.、ルイス・カーンらと。1941年から1942年
- ヘッツェルハウス ･･バージニア州 フォールズチャーチ、1941年
- ニュルンベルク法廷 ･･ドイツ・ニュルンベルク、1945年
- アサートンハウス ･･バーモント州 アサートン、1946年
- キンボールハウス ･･ニューハンプシャー州 リトルトン、1946年
- B・M・キンベル邸ニューイングランド式の農家、1946年
- Baconハウス ･･ニューヨーク ロングアイランド、1947
- ジェファーソン・ナショナル・エクスパンション・メモリアル ･･設計コンペ1等当選、ミズーリ州セントルイス、エーロ・サーリネンらと。1947年
- デビット・ハミルトン邸庭園、ニュージャージー州プリンストン、1949年
- カナダアルミニウム社 ･･ブリティッシュコロンビア州 キティ、1951年
- ルイス・ベーカー邸庭園 ･･コネチカット州グリニッジ、ミノル・ヤマサキらと。1951年
- ミル・クリークハウジング ･･1951年  ペンシルベニア州フィラデルフィア、
- シェーファーハウス ･･ニューハンプシャー州 フランコニア、1951年
- UNH学生連合（EU） ･･ニューハンプシャー州 ダーラム、1951年
- ホーソンヒルズハウス ･･バージニア州アレクサンドリア、1953年-1955年
- ブリッジマンハウス ･･バーモント州 ストウ、1954年
- ロバート・オズボーン邸庭園 ･･コネチカット州サリスベリー(ソールズベリー)、1954年
- Stokesハウス ･･マサチューセッツ州 ヒンガム、1954年
- J・アーウィン・ミラー邸「ミラーハウス」庭園･･インディアナ州コロンバス、1955年
- コンコルディア大学 ･･インディアナ州 フォートウェイン、1955年
- 米国空軍士官学校 ･･コロラド州 コロラドスプリングズ、1955年
- ウィザーズハウス ･･マサチューセッツ州 ウェストベリー、1955年
- キャピトル公園アパート ･･ワシントンD.C.、1956年
- レイノルズ金属社 ･･バージニア州リッチモンド、1956年
- ロックフェラー大学 ･･ ニューヨーク州ニューヨーク、1956年
- ユニオン・カーバイド社 ･･ ニューヨーク、1956年
- シカゴ中央地区ろ過プラント ･･イリノイ州シカゴ、1957年
- デイビスハウス ･･ミネソタ州 Wayzata、1957年
- ベル・スタディ ･･ニュージャージー州 ホルムデル、1958年
- ダラス空港ランドスケープ、テキサス州 ダラス。1958年
- フーパーハウス ･･メリーランド州 ボルチモア、1958年
- シーモアクリーガーハウス (Seymour Krieger House)   ･･メリーランド州、1958年
- Laafハウス ･･メリーランド州 ボルチモア、1958年
- 全米科学アカデミー ･･ワシントンD.C.、1958年
- スコットハウス ･･マサチューセッツ州 デニス、1958年
- シュガーローフスキーロッジ ･･メイン州 キング、1958年
- シカゴ大学 ･･イリノイ州シカゴ、1958年
- ペンシルベニア大学 ･･ペンシルベニア州フィラデルフィア、1958年
- 大司教レジデンス ･･ミネソタ州 セントポール、1959年
- Briggsハウス ･･ コネチカット州 リッジフィールド 1959年
- カリアーハウス ･･ バーモント州 ダンビー 1959年
- インデペンデンスモール第三街区 ･･ ペンシルベニア州フィラデルフィア、1959年-1963年　ハリー・ターキットらと。1963年
- ピルズベリーハウス ･･ミネソタ州 湖ミネトンカ、1959年
- シカゴ大学ロー・スクール ･･イリノイ州シカゴ、1959年
- 身体芸術のためのリンカーンセンター (Lincoln Center)  ･･ ニューヨーク州ニューヨーク、1960年
- イエール大学Stilesとモースカレッジ ･･コネチカット州ニューヘブン、1960年
- ローム・アンド・ハース ･･ペンシルベニア州 フィラデルフィア、1961年
- バリマクマナス記念公園 ･･コネチカット州 ハートフォード、1962年
- シカゴ美術インスティチュート庭園サウスガーデン ･･イリノイ州シカゴ、1962年
- クリスチャン神学校 ･･インディアナ州 インディアナポリス、1962年
- カミングス・エンジン・カンパニー ･･インディアナ州 コロンバス、1962年
- グレゴリーハウス ･･ミネソタ州 Wayzataの、1962年
- 国立大気研究センター (National Center for Atmospheric Research)  ･･コロラド州 ボルダー、1962年
- Newイングランド展 - 世界フェア ･･ニューヨーク・Flushmg、1962年
- ニーマンマーカス ･･テキサス州 フォートワース、1962年
- オークランドミュージアム屋上庭園 ･･ケビン・ローチ＋ローチ・アンド・ディンケルー・アソシエイツ、ジェラルディン・スコットらと。1962年-1969年、1988年改良。
- ペンシルベニアアベニュー - パイロットブロック ･･ ワシントンD.C.、 1962年
- ロチェスター工科大学 ･･ニューヨーク・ロチェスター、1962年
- ハミルトンコスコカンパニー ･･ハリー・ウィーズらと　インディアナ州コロンバス、1962年
- クランクシャフトハウス ･･オハイオ州 フォストリア、1963年
- デイトンハウス ･･ミネソタ州ミネアポリス、1963年
- フレドニア大学 ･･ニューヨーク・フレドニア、1963年
- Grantパーク・スタディ ･･イリノイ州シカゴ、1963年
- クラレンス・ハミルトン邸庭園 ･･インディアナ州 コロンバス、1963年-1965年
- 国立科学アカデミー ･･ ワシントンD.C.、1963年
- Newlinハウス ･･ インディアナ州 コロンバス 1963年
- ポツダム大学 ･･ニューヨーク・ポツダム、1963年
- アームストロングコルクカンパニー ･･ペンシルバニア州 ランカスター、1964年
- アーマーハウス ･･イリノイ州シカゴ、1964年
- コロンバス・コミュニティスクール ･･インディアナ州 コロンバス、1964年
- カミンズエンジンカンパニー ･･イギリス・Darlmgton、1964年
- カミンズ技術センター ･･インディアナ州 コロンバス、1964年
- Ford財団ビル ･･ ニューヨーク州ニューヨーク、1964年
- 北キリスト教会 ･･インディアナ州 コロンバス、1964年
- ロチェスター工科大学 ･･ ニューヨーク州ロチェスター、1964年
- セントポールの学校 ･･ニューハンプシャー州 コンコルド、1964年
- ミネソタ州西部大学のキャンパス ･･ミネソタ州 ミネアポリス、1964年
- バーリントン市の公園 ･･バーモント州 Burligton、1965年
- 最初のバプテスト教会 ･･インディアナ州 コロンバス、1965年
- IBMアーモンク ･･ニューヨーク州 アーモンク、1965年
- ケンウッド - ハイドパークHousmg ･･イリノイ州シカゴ、1965年
- ジャーディン浄水場 (Jardine Water Purification Plant)  ･･イリノイ州シカゴ、1965年
- ミルウォーキー芸術センター ･･ウィスコンシン州ミルウォーキー、1965年
- ワシントンモールと潮汐Basm・スタディ ･･ ワシントンD.C.、1965年
- Ansul Chemical社 ･･ウィスコンシン州 マリネット、1966年
- カールトン大学 ･･ミネソタ州 ノースフィールド、1966年
- ドレイク大学 ･･アイオワ州 デモインMomes、1966年
- イースト・ショア・パーク ･･コネチカット州 ニューヘブン、1966年
- エドガー・ガーデンズ ･･コネチカット州 ニューヘブン、1966年
- ライトハウス・パーク ･･コネチカット州 ニューヘブン、1966年
- Ottauquechee川調査 ･･バーモント州 Ottauquechee、1966年
- スノーバード ･･ユタ州 アルタ、1966年
- 10ストリートブロック公園 ･･ ワシントンD.C.、1966年
- ラゴス大学 ･･ナイジェリア・ラゴス、1966年
- カルガリープレイス ･･オンタリオ州 カルガリー、1967年
- シカゴ内陸地域の公園 ･･イリノイ州シカゴ、1967年
- キリングトンスキーエリア ･･バーモント州 キリングトン、1967年
- パシフィック石油ビル ･･カナダ  アルバータ州、1967年 1967年
- カナダロイヤル銀行 ･･オンタリオ州 カルガリー、1967年 1967年
- ウィスコンシン大学 ･･ウィスコンシン州 マディソン、水のプロムナード1967年
- ウースター・ストリートパーク ･･コネチカット州 ニューヘブン、1967年
- フィラデルフィアの小児病院 ･･ ペンシルベニア州フィラデルフィア、1968年
- 水上都市 ･･フロリダ州 ブロワード郡、1968年
- コーネル大学ジョンソン美術館 ･･ニューヨーク州 イサカ、1968年
- ワシントンサミット開発SSL ･･ニューハンプシャー州 ナシュア、1968年
- フィラデルフィア・チャイルド・ガイダンス・クリニック ･･ ペンシルベニア州 フィラデルフィア、1968年
- Yale漕艇コース ･･コネチカット州ニューアイアン、1968年
- アメリカ空軍アカデミー・サイトデザイン・ランドスケープ ･･コロラド州コロラドスプリングス、1968年
- ダラス・フォートワース国際空港 ･･テキサス州 ダラス、1969年
- Lairdプロパティ土地開発に関する・スタディ ･･バーモント州 Waisfield、1969年
- ロスハウス ･･マサチューセッツ州 マンチェスター、1969年
- スクイブ社本社 ･･ニュージャージー州 ローレンスヴィル、1969年
- ワイルドキャットマウンテン ･･ニューハンプシャー州 ジャクソン、1969年
- Waumbeck - キルケニー・スタディ ･･ニューハンプシャー州 キルケニー、1969年
- パーマクマナス・メモリアルパーク、コネチカット州ハートフォード　1970年
- クラウンセンター ･･ミズーリ州 カンザスシティ、1970年
- ラ・デファンスのダル・セントラル・サイトデザイン ･･ フランス・パリ、1970年-1973年
- Fortロートンパーク ･･ ワシントン州シアトル、1970年
- ベンジャミン・バネカー公園 (Benjamin Banneker Park)  ･･ ワシントンD.C.、1971年
- コロンバスの産業医療センター ･･インディアナ州 コロンバス、1970年
- アーウィン・ユニオン・バンク・アンド・トラスト・カンパニー ･･インディアナ州 コロンバス、1970年
- マイアミ川回廊のスタディ ･･オハイオ州 デイトン、1970年
- クラウンセンターホテル ･･ミズーリ州 カンザスシティ、1971年
- 国立イーストウイングアートギャラリー ･･ ワシントンD.C.、1971年
- リチャードソン - メリル ･･ ニューヨーク州ニューヨーク、1971年
- サラScaife・Gellery ･･ペンシルバニア州 ピッツバーグ、1971年
- ブラックウェルパーク福祉アイランド ･･ ニューヨーク州ニューヨーク、1971年
- ボルティモア・インナーハーバー ･･メリーランド州 ボルチモア、1972年
- オリバー・ウィンストン・レジデンス ･･ニューハンプシャー州 ライム、1972年-1974年
- ニューヨークシティカレッジ ･･ ニューヨーク州ニューヨーク、1973年
- カミングスハウス ･･カナダ・モントリオール、1973年
- デルタプランテーション ･･サウスカロライナ州 ジャスパー郡、1973年
- ステート.Irwinユニオンバンク・アンド・トラスト・ストリート ･･インディアナ州 コロンバス、1973年
- マクリーン病院 ･･マサチューセッツ州 ベルモント、1973年
- 新ニューヨーク植物園のマスタープラン ･･ニューヨーク州 ブロンクス、1973年
- ウォータータワープラザ ･･マサチューセッツ州 ボストン、1973年
- バーリントン大聖堂 ･･バーモント州 バーリントン、1974年
- コカコーラボトラーズ・マスタープラン ･･ジョージア州 アトランタ、1974年
- カミンズエンジン - ルート46 ･･インディアナ州 コロンバス、1974年
- デトロイト芸術所・スタディ ･･ミシガン州 デトロイト、1974年
- Ringlingアートの美術館 ･･フロリダ州 サラソタ、1974年
- ウッドラフプラザ ･･ジョージア州 アトランタ、1974年
- ベルアイルプロムナード ･･ミシガン州 デトロイト、1975年
- ディスカヴァリーパーク ･･ ワシントン州シアトル、1975年
- Sangsarタウン開発 ･･イラン・Sangsar、1975年
- Solynieveスキーリゾート ･･スペイン・グレナダ、1975年
- ワシントン大聖堂 ･･ ワシントンD.C.、1975年
- 英芸術Yaleセンター ･･コネチカット州 ニューヘブン、1977年
- ジョン・F・ケネディ図書館 (John F. Kennedy Presidential Library and Museum)   ･･1978-1979年
- Kensicoプラザ ･･ニューヨーク・ヴァルハラ、1979年
- ケンタッキー法裁判所コンプレックス ･･ケンタッキー州 フランクフォート、1979年
- 0verlakeコンドミニアム ･･バーモント州 バーリントン、1979年
- ダラス美術館 ･･テキサス州ダラス、クリストファー・デューンらと。1979年,1985年から1988年
- フランコニアノッチ ･･ニューハンプシャー州 フランコニア、1979年
- ロンドンスタンダードチャータード銀行アトリウム ･･イギリス・ロンドン、1979年-1986年
- ベイルアローヘッド ･･コロラド州 ベイル、1980年
- エントリーPIazaアートのDetroit・プレイススタディ ･･ミシガン州 デトロイト、1980年
- ハミルトンハウス ･･フロリダ州 ボカラトン、1980年
- ミント博物館 ･･ノースカロライナ州 シャーロット、1980年
- スカボロハウス ･･ジョージア州 サバンナ、1980年
- バクスバウムハウス ･･アイオワ州 デモイン、1981年
- カーマタワーズ ･･ ワシントン州シアトル、1981年
- フィールドハウス ･･フロリダ州 ココナッツグローブ、1981年
- リンカーン西部開発 ･･ ニューヨーク州ニューヨーク、1981年
- メイナードハウス ･･ニューヨーク・サウサンプトン、1981年
- マクリーン庭園 ･･ ワシントンD.C.、1981年
- サンアントニオ美術館 ･･テキサス州 サンアントニオ、1981年
- セジウィック：ガーディナーのコーナー ･･イギリス・ロンドン、1981年
- スミスハウス ･･カリフォルニア州 クルミギリシャ、1981年
- Tipton湖 ･･インディアナ州 コロンバス、1981年
- ツインフォールズチャーチ ･･アイダホ州 トウィンフォールズ、1981年
- アーケードセンター ･･ ワシントン州シアトル、1982年
- イースト・ショア・パーク ･･コネチカット州 ニューヘブン、1982年
- アリード銀行ファウンテンプレイス (Fountain Plaza)  ･･テキサス州 ダラス、1982年-1987年
- Kensicoプラザ ･･ニューヨーク・ホワイトプレーンズ、1982年
- Mud島北部開発 ･･テネシー州 メンフィス、1982年
- ヴィラ・ブリック ･･オクラホマ州 タルサ、1982年
- ウェリーハウジング ･･テネシー州 メンフィス、1982年
- ラムマリンワールドエクゼクティブパーク ･･ カリフォルニア州 レッドウッドシティ、1983年
- キャンドルスティックポイントパーク ･･カリフォルニア州 サンフランシスコ、1983年
- 国立彫刻庭園 ･･ ワシントンD.C.、1983年
- スタンフォードアトリウム ･･コネチカット州 スタンフォード、1983年
- ストウで一流 ･･バーモント州 ストウ、1983年
- ダレス/ CITマスタープラン ･･ ワシントンD.C.、1984年
- 遺産ランディング ･･ミネソタ州 ミネアポリス、1984年
- Middleburyカレッジ・マスタープアン ･･バーモント州 ミドルブリー、1984年
- ノースカロライナ・ナショナル・バンク（NCNB）プラザ ･･フロリダ州 タンパ、1984年-1988年
- レイノルズ・レジデンス ･･バーモント州 ピーチァム、1984年-1986年
- シリコンバレー・ファイナンシャル・センター ･･カリフォルニア州 サンノゼ、1984年-1988年
- ニューヨーク州立大学パーチェス校 ･･ニューヨーク・パーチェス、1984年
- 333ブッシュストリート ･･カリフォルニア州 サンフランシスコ、1984年
- 二つのベル・センター ･･ ワシントン州シアトル、1984年
- クリスウェルレジデンス ･･テキサス州 ダラス、1985年
- イーストロック公園 ･･コネチカット州 ニューヘブン、1985年
- オールドストーンビルディング ･･ロードアイランド州 プロビデンス、1985年
- セントジョンズ神学校 ･･ミネソタ州 カレッジビル、1985年
- ヨルダン米国大使館 ･･ヨルダン・アンマン、1985年
- バンダービルト大学 ･･テネシー州 ナッシュビル、1985年
- ボストウィック・レジデンス ･･バーモント州 シェルバーン、1986年
- カーネギーセンター ･･ノースカロライナ州 シャーロット、1986年-1989年
- ラム・オフィスパーク ･･ カリフォルニア州レッドウッドシティ、1986年
- ハモンドダウンタウンプラン ･･ルイジアナ州 ハモンド、1986年
- IBMパーチェス ･･ ニューヨーク・パーチェス、1986年
- ルイス・ファーム ･･ニューヨーク・エセックス、1986年-1990年
- ルイス・ハバートハウス ･･ニュージャージー州 ショート・ヒルズ、1986年-1990
- ルイス・レジデンス ･･メイン州 ロックポート、1986年
- シャピロ・レジデンス ･･ニューヨーク・ウェストポート、1986年
- ブライアン邸 ･･メリーランド州 バトラー、1986年
- アレクサンダー・レジデンス ･･ミシガン州 ブルームフィールド、1987年
- ブリッケルアベニュー ･･フロリダ州 マイアミ、1987年
- マイアミ・エル・ブリーコ通り ･･ フロリダ州オーランド
- ゲートウェイセンター ･･ノースカロライナ州 シャーロット、1987年
- グリーンズボロのアートセンター ･･ノースカロライナ州 グリーンズボロ、1987年
- ガルフストリーム・ジャカランダパーク ･･フロリダ州 フォートローダーデール、1987年
- ホール・レジデンス ･･ミズーリ州 カンザスシティ、1987年
- ネルソン・アトキンス美術館サイトプランニング＋ヘンリー・ムーア彫刻庭園 ･･ジャクリーン・ロバートソンと。ミズリー州カンザスシティ　1987年から1989年
- ヒルベリー / Kandrianレジデンス ･･ミシガン州 バーミングハム、1987年
- ペラムグリーン ･･サウスカロライナ州 グリーンヴィル、1987年
- ペンバートン広場 ･･マサチューセッツ州 ボストン、1987年
- Shorensteinプロジェクト ･･カリフォルニア州ロサンゼルス・サンフランシスコ、1987年
- スペルマンレジデンス ･･イリノイ州シカゴ、1987年
- シェルドン・レジデンス ･･バーモント州 シェルバーン、1987年
- ビラ・バレットレジデンス ･･マサチューセッツ州 ブルックライン、1987年
- ブライアン・レジデンス ･･ニューヨーク州 ローカストバレー、1988年
- バクスバウム・レジデンス ･･コロラド州 アスペン、1988年
- カナダ建築センター ･･ケベック州 モントリオール、1988年
- Carrswoldパーク ･･ ミズーリ州クレイトン、1988年
- クラウンセンターサウスパーク ･･ ミズーリ州カンザスシティ、1988年-1991年
- カルバー・レジデンス ･･カナダ･ケベック州 セントアガサ、1988年
- Forrestalマスタープラン ･･ ワシントンD.C.、1988年
- フォックス・レジデンス ･･ ミズーリ州クレイトン、1988年-1991年
- ローレルクリークマスタープラン ･･ウェストバージニア州 ルイスバーグ、1988年
- モッシャーレジデンス ･･バーモント州 カボット、1988年
- オ・コーネルレジデンス ･･メリーランド州 ポトマック、1988年
- 大阪空港マスタープラン ･･ 日本・大阪、1988年
- ピンカス・レジデンス ･･ニューヨーク州 ラム島、1988年
- タンパパームス ･･フロリダ州 タンパ、1988年
- アメリカインディアン財団 ･･ワシントン州 シアトル、1988年
- AGグループ本社 ･･ベルギー・ブリュッセル、1989年
- バック老化研究センター ･･カリフォルニア州 ノヴァト、I.M.ペイらと、1989年
- コロンバスの学校 ･･インディアナ州 コロンバス、1989年
- コーニング・タウンパーク ･･ニューヨーク・ コーニング、1989年
- コーニング・リバーフロント百年祭記念公園 ･･ニューヨーク・ コーニング
- クラウンセンター12600グランド ･･ミズーリ州 カンザスシティ、1989年
- ダッシュレジデンス ･･イングランド   サフォーク、1989年
- Dulles空港拡張 ･･バージニア州 シャンティリー、1989年
- フェデラル・トライアングル ･･ ワシントン D.C.、1989年
- リア・レジデンス ･･カリフォルニア州 ロサンゼルス、1989年
- ノースワッカードライブ ･･イリノイ州シカゴ、1989年
- ピアポント・モーガン図書館 ･･ ニューヨーク州ニューヨーク、1989年-1991年
- Machelenロタンダパーク ･･ベルギー・ブリュッセル、1989年
- セントルイス美術館 ･･ミズーリ州 セントルイス、1989年
- ツアーブルー ･･フランス・パリ、1989年
- ターナー・レジデンス ･･ケベック州 モントリオール、1989年
- ユニバーサル北棟  1989年
- バージニア州ワシントン国際大学 ･･バージニア州リーズ、1989年
- コーネル大学 - ベイリープラザ ･･ニューヨーク州 イサカ、1990年
- コーネル大学園 ･･ニューヨーク州 イサカ、1990年
- 818ブロックのマスタープラン ･･カリフォルニア州 ロサンゼルス、1990年
- ゲッティーセンター ･･カリフォルニア州 ロサンゼルス、1990 -  1990年
- グアム議会ビル ･･グアム、1990年-1994年
- 38ビショップ ･･イギリス・ロンドン、1990年
- トムソン・レジデンス ･･ ニューヨーク州ニューヨーク、1990年
- 20世紀フォックス ･･カリフォルニア州 ロサンゼルス、1990年
- Beierwaltesレジデンス ･･コロラド州 ラブランド、1991年
- シカゴ海軍桟橋 ･･イリノイ州シカゴ、1991年
- シャーウェイガーデンズ ･･オンタリオ州 トロント、1991年
- Twinファームイン ･･バーモント州 バーナード、1991年
- オタワの262大学 ･･カナダ・オンタリオ州オタワ、1991年
- プライベート・レジデンス（旧ジャック・ワーナー邸） ･･カリフォルニア州 ビバリーヒルズ、1991年
- コンプトンプレイス ･･ テキサス州ダラス。
- ミッションヒルズの住宅 ･･ カンザス州ミッションヒルズ、1991年
- ブレントウッドの住宅 ･･ カリフォルニア州ブレントウッド、1991年
- シャピロ邸宅 ･･ ニューヨーク州ウエストポート、1991年
- ターナー邸庭園 ･･カナダ・ケベック州モントリオール、1991年

## その他
- FAIAの歴史的建造物を専門とする建築家ヒュー・ミラーは所属事務所の部門主任建築家へと昇進した際プロジェクトに関わっていたカイリーとワシントンDC中心部での Pennsylvania Avenue Development Corporation (PADC)の再開発計画プロジェクトで協働。その際「とてもディテールにこだわる人でした」そして「建築家とランドスケープ アーキテクトの間に良好なパートナーシップを構築することに、常に関心を抱いて」いたという[1]。
- 住宅は機能の区画にのっとって設計されているため、屋外の部屋として、住宅設計と同じ幾何学を使用しているという。
- 戦後ヨーロッパに赴任した際にアンドレ・ル・ノートルの庭園を見聞し、影響を受けたという。
- 講演会では、作品になぜ幾何学を多用するのかという質問を受けても一切回答しなかった。
- グリッドを用いる説明として、樹木の間を分け入ると、空間が常に動き変化するように感じる、ダイナミックであり、この感覚こそ当初から魅了してやまないといい、自己の実践ではこの感覚を人工的に創りだすことであったという。

## 著書
- Dan Kiley: The Complete Works of America’s Master Landscape Architect (ジェーン・アミドンとの共著)[1]。